# Mattmar
Mattmar is een plaats in de gemeente Åre in het landschap Jämtland en de provincie Jämtlands län in Zweden. De plaats heeft 137 inwoners (2005) en een oppervlakte van 37 hectare. De dichtstbijzijnde grotere plaats is Mörsil.